# Труш, Дмитрий Владимирович
Дми́трий Влади́мирович Труш (род. 8 февраля 1973, Северская, Краснодарский край) — российский гимнаст, олимпийский чемпион, заслуженный мастер спорта. В настоящее время проживает в США, где осуществляет тренерскую деятельность.

## Спортивные достижения
Олимпийские игры
| Год  | Абсолютное | Командное | Вольные упражнения | Конь     | Кольца   | Опорный прыжок | Брусья   | Перекладина |
| ---- | ---------- | --------- | ------------------ | -------- | -------- | -------------- | -------- | ----------- |
| 1996 | 91 (кв.)   | 1         | 30 (кв.)           | 39 (кв.) | 25 (кв.) |                | 95 (кв.) | 31 (кв.)    |

Выступления на чемпионатах мира, Европы и первенствах России:
| Год  | Первенство       | Абсолютное | Командное | Вольные упражнения | Конь | Кольца | Опорный прыжок | Брусья | Перекладина |
| ---- | ---------------- | ---------- | --------- | ------------------ | ---- | ------ | -------------- | ------ | ----------- |
| 1993 | Чемпионат России | 7          |           |                    |      | 6      | 3              | 2      |             |
| 1994 | Чемпионат мира   |            | 2         |                    |      |        |                |        |             |
| 1994 | Чемпионат Европы |            | 2         |                    |      |        |                |        |             |
| 1994 | Чемпионат России | 5          |           |                    | 3    | 4      |                | 4      | 1           |
| 1996 | Чемпионат России | 5          |           |                    | 5    | 5      |                | 8      | 3           |
| 1996 | Кубок России     | 1          |           |                    |      |        |                |        |             |

## Биография
Окончил Воронежский ГИФК (1994).

## Награды
- Звание заслуженный мастер спорта (1995).
- Медаль ордена «За заслуги перед Отечеством» II степени (6 января 1997 года) — за заслуги перед государством и высокие спортивные достижения на XXVI летних Олимпийских играх 1996 года[3]